# Deepal S07
Deepal S7 – elektryczny i hybrydowy samochód osobowy typu SUV klasy średniej produkowany pod chińską marką Deepal w latach 2023–2024 oraz jako Deepal S07 od 2024 roku.

## Historia i opis modelu

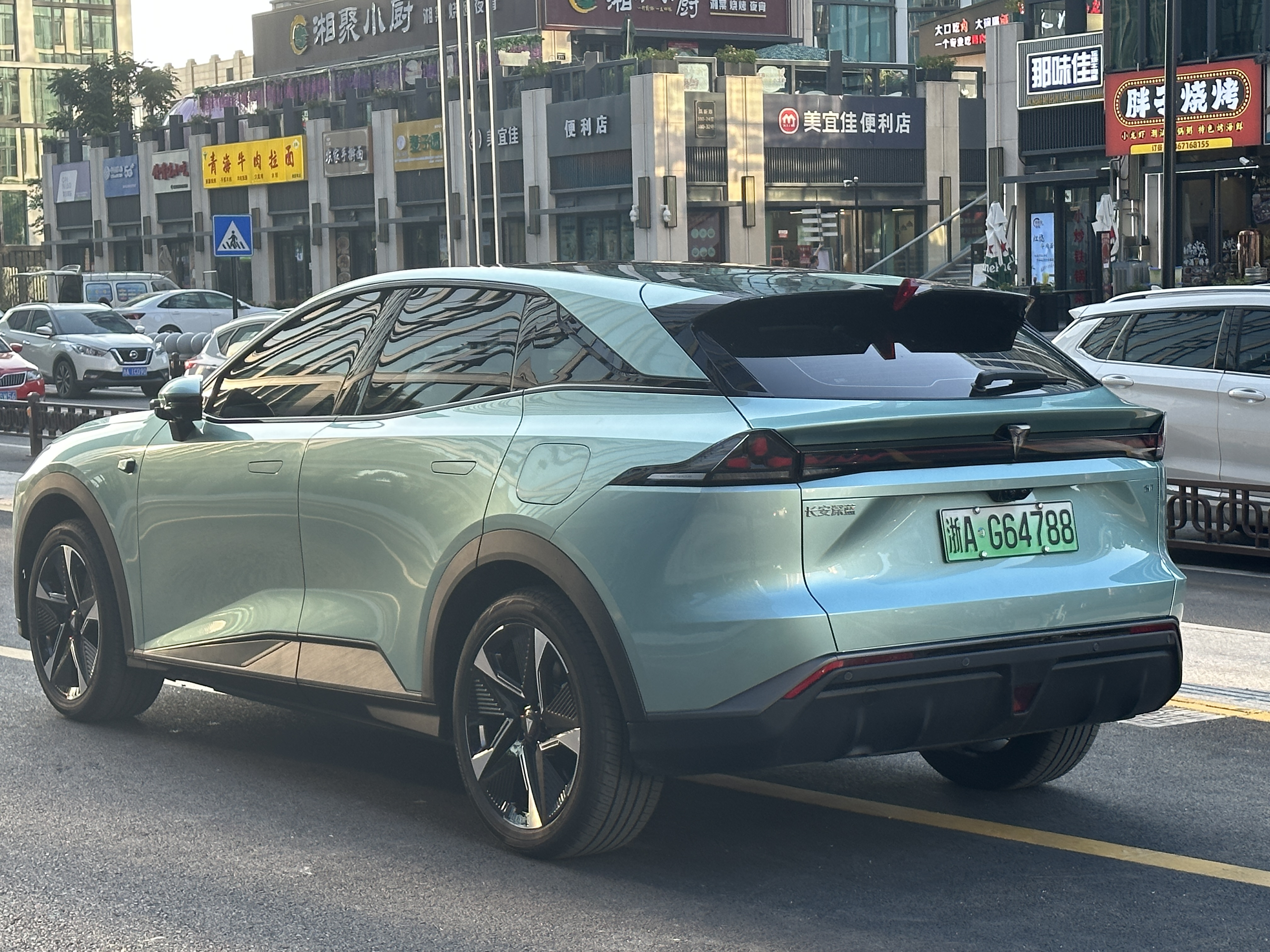
Deepal S7 - tył

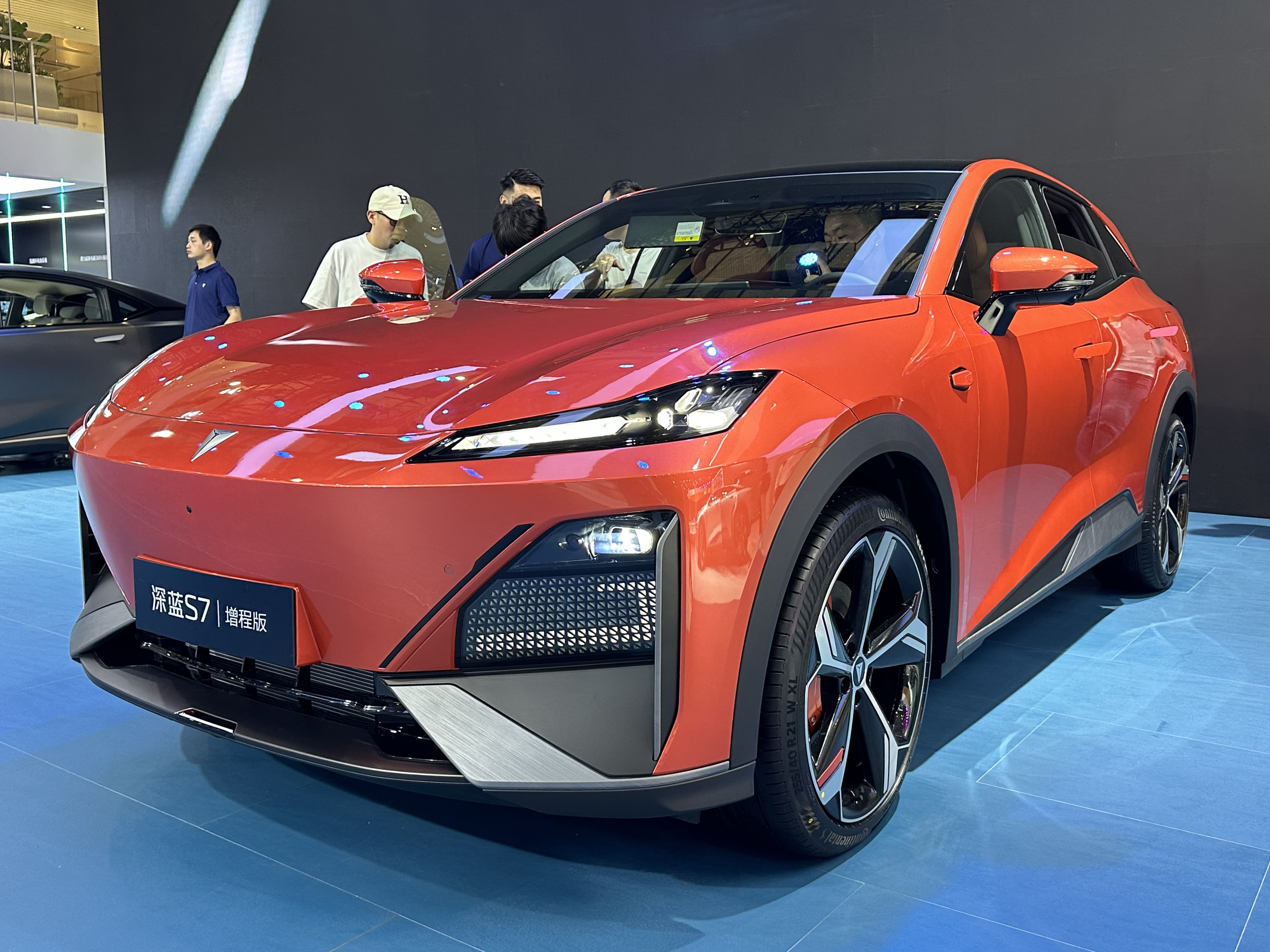
Deepal S7 podczas premiery

W marcu 2023 nowo powstała marka zaawansowanych technicznie samochodów elektrycznych i hybrydowych, Deepal, zaprezentowała swój drugi model. Średniej wielkości S7 rozwinął w obszernym zakresie koncepcję liftbacka SL03, przyjmując jednak postać masywnego SUV-a z masywnym nadwoziem z ostro zarysowanymi reflektorami, wysoko poprowadzoną linią szyb i chowanymi klamkami. Sportowe akcenty zapewniły m.in. czarne panele nadwozia i duży, tylny spojler z pionowym światłem stopu.
Kabina pasażerska utrzymana została w cyfrowo-minimalistycznej estetyce, wyróżniając się dominacją wykończenia wykrozystującego skórę oraz zamsz w kontrastowej barwie. Wzorem rozwiązania stsowanego m.in. w konkurencyjnej Tesli Model Y, wszystkie funkcje deski rozdzielczej zgromadzono w centralnym dotykowym wyświetlaczu. Przy przekątnej 14,6 cala, może on odchylać się o 15 stopni. Dodatkowo, przed kierowcą znalazł się wyświetlacz przezierny HUD.
Pod koniec lipca 2024 dokonano korekty nazwy, adaptując stosowaną początkowo tylko w Tajlandii od poprzedzającego roku nazwę Deepal S07. Przy okazji samochód zyskał zaktualizowane wyposażenie, obejmując m.in. nową generację systemu półautonomicznej jazdy dostarczonego przez firmę Huawei.

### Sprzedaż
Po oficjalnym debiucie rynkowym w kwietniu 2022 roku, dostawy pierwszych egzemplarzy Deepala S7 wyznaczono na sierpień tego sameogo roku. Chiński producent nie planował wstępnie eksportu elektrycznego SUV-a na rynki zagraniczne, koncentrując początkowo jego zasięg na rodzimym rynku chińskim w obszernie obsadzonym segmencie. Produkcja elektrycznego SUV-a oficjalnie rozpoczęła się z końcem maja 2023 roku, lokując ją w specjalnie zmodernizowanych i rozbudowanych do tego celu zakładach produkcyjnych w chińskim Nankinie. W listopadzie 2023 samochód zadebiutował także na pierwszym zagranicznym rynku tajlandzkim pod nazwą Deepal S07, początkowo trafiając do klientów z importu, by w 2025 uruchomić lokalną produkcję w nowych zakładach w Rayong.

### Dane techniczne
Podobnie jak model SL03, także i Deepal S7 został zbudowany z myślą o dwóch typach napędu: elektrycznym oraz spalinowo elektrycznym, hybrydowym. Pierwsza odmiana wyposażona została w 258-konny silnik elektryczny z 320 Nm maksymalnego momentu obrotowego, z kolei odmianę hybrydową tworzy 238-konny silnik elektryczny oraz benzynowy, 1,5-litrowy silnik o mocy 95 KM. Za dostawę układów akumulatorowych odpowiedzialna jest rodzima firma CATL, z kolei system operacyjny zapewnia Huawei.